# Massimo Poggio
Massimo Poggio (Alessandria, 9 aprile 1970) è un attore italiano.

## Biografia
Ha studiato recitazione presso la Scuola dell'Azienda Teatrale Alessandrina e la Scuola del Teatro Stabile di Torino, diretta da Luca Ronconi; nel frattempo lavora come operaio metalmeccanico. Debutta quindi a teatro e poi in TV nel 1996 ne L’avvocato delle donne.
Nel 2000 è per la prima volta sul grande schermo con i film Due come noi, non dei migliori, diretto da Stefano Grossi, e Rosa e Cornelia, diretto da Giorgio Treves. Fanno seguito Il quaderno della spesa (2003), regia di Tonino Cervi, La finestra di fronte (2003), e Cuore sacro (2005), questi ultimi diretti da Ferzan Özpetek; del 2004 è Vicino al fiume, regia di Carlo Marcucci; nel 2007 è protagonista del film di Andrea Adriatico, All'amore assente.
Lavora anche in numerose fiction TV, tra cui: L'avvocato delle donne (1996) di Andrea e Antonio Frazzi, Ama il tuo nemico (1999) di Damiano Damiani, Alex l'ariete (2000) di Damiano Damiani, L'uomo del vento (2001), regia di Paolo Bianchini, Le ragioni del cuore (2002), Casa famiglia 2 (2003), regia di Tiziana Aristarco e Riccardo Donna, De Gasperi - L'uomo della speranza (2005) di Liliana Cavani, nel ruolo di Giacomo Matteotti; Questa è la mia terra (2006-2008), regia di Raffaele Mertes; Il segreto di Arianna, regia di Gianni Lepre, e Maria Montessori - Una vita per i bambini, per la regia di Gianluca Maria Tavarelli, queste ultime due in onda nel 2007.
Nello stesso anno ritorna sul grande schermo con i film Il monastero, regia di Antonio Bonifacio, Il sangue dei vinti, regia di Michele Soavi, e Il prossimo tuo, regia di Anne Riitta Ciccone.
Nel 2009 esce il film Il compleanno, regia di Marco Filiberti.
Nel 2010 appare su Canale 5 con la miniserie in due puntate, Nel bianco, regia di Peter Keglevic, tratta dal romanzo omonimo dello scrittore gallese Ken Follett.
Nel 2011 interpreta, nella terza serie de I liceali, Enea Pannone, un professore di matematica comprensivo, giovanile e alternativo. Già presente nella seconda stagione. Sempre nel 2011 recita anche nella prima stagione della serie televisiva Rai, Che dio ci aiuti, ricoprendo il ruolo dell'ispettore Marco Ferrari.
Nel 2013 è presente su Rai 1 con le tre miniserie televisive: K2 - La montagna degli italiani, Adriano Olivetti - La forza di un sogno e Casa e bottega.
Nel 2014 interpreta il ruolo dell'Infiltrato nel film - verità L'infiltrato - Operazione clinica degli orrori, in prima serata su Rai 3.
Nel 2015 ritorna su Canale 5 con la fiction Solo per amore e prende parte alla serie televisiva Sfida al cielo - La narcotici 2, in onda su Rai 1.
Nel 2021 prende parte al film TV La bambina che non voleva cantare e interpreta il ruolo di Teresio "Ezio" Colombo in Il paradiso delle signore 6, entrambi in onda su Rai 1. 
Inoltre è parente del giornalista radiofonico e televisivo Paolo Poggio.

## Filmografia

### Cinema
- Due come noi, non dei migliori, regia di Stefano Grossi (2000)
- Rosa e Cornelia, regia di Giorgio Treves (2000)
- Alex l'ariete, regia di Damiano Damiani (2000)
- La finestra di fronte, regia di Ferzan Özpetek (2003)
- Il quaderno della spesa, regia di Tonino Cervi (2003)
- Il monastero, regia di Antonio Bonifacio (2004)
- Vicino al fiume, regia di Carlo Marcucci (2004)
- Cuore sacro, regia di Ferzan Özpetek (2005)
- All'amore assente, regia di Andrea Adriatico (2007)
- Il prossimo tuo, regia di Anne Riitta Ciccone (2008)
- Il compleanno, regia di Marco Filiberti (2009)
- Il sangue dei vinti, regia di Michele Soavi (2009)
- 6 giorni sulla Terra, regia di Varo Venturi (2011)
- The Answer, la risposta sei tu, regia di Ludovico Fremont (2015)
- La verità, vi spiego, sull'amore, regia di Max Croci (2017)
- Le verità, regia di Giuseppe Alessio Nuzzo (2017)
- Pertini - Il combattente, regia di Graziano Diana e Giancarlo De Cataldo (2018)
- Nevermind, regia di Eros Puglielli (2018)
- Copperman, regia di Eros Puglielli (2019)
- BFF Best Friends Forever, regia di Alessandro Pavanelli (2024)

### Televisione
- L'avvocato delle donne – serie TV, episodio 5 (1997)
- Ama il tuo nemico, regia di Damiano Damiani – miniserie TV (1999)
- Un posto al sole – serial TV (2000-2002)
- Il gruppo, regia di Anna Di Francisca – film TV (2001)
- L'uomo del vento, regia di Paolo Bianchini – film TV (2001)
- Le ragioni del cuore, regia di Anna Di Francisca, Luca Manfredi e Alberto Simone – miniserie TV (2002)
- Casa famiglia 2 – serie TV (2003)
- Distretto di Polizia – serie TV, episodio 4x20 (2003)
- La squadra 4 – serie TV, episodio 14 (2003)
- Carabinieri – serie TV, episodi 3x09-3x10-3x11 (2004)
- Orgoglio capitolo secondo – serie TV (2005)
- De Gasperi - L'uomo della speranza, regia di Liliana Cavani – miniserie TV (2005)
- Camera Café 2, regia di Cristhophe Sanchez – sitcom, episodio 82 (2005)
- Questa è la mia terra – serie TV (2006)
- 48 ore – serie TV (2006)
- Il segreto di Arianna, regia di Gianni Lepre – miniserie TV (2007)
- Maria Montessori - Una vita per i bambini, regia di Gianluca Maria Tavarelli – miniserie TV (2007)
- Questa è la mia terra - Vent'anni dopo – serie TV (2008)
- Zodiaco, regia di Eros Puglielli – miniserie TV (2008)
- Amiche mie – serie TV (2008)
- Squadra antimafia - Palermo oggi – serie TV, episodio 1x01 (2009)
- I liceali 2 – serie TV (2009)
- Nel bianco (Eisfieber), regia di Peter Keglevic – miniserie TV (2010)
- Cenerentola, regia di Christian Duguay – miniserie TV (2011)
- Mai per amore (E1 - Troppo Amore) – miniserie TV (2012)
- I liceali 3 – serie TV (2011)
- Che Dio ci aiuti – serie TV (2011-2012)
- K2 - La montagna degli italiani, regia di Robert Dornhelm – miniserie TV (2013)
- Adriano Olivetti - La forza di un sogno, regia di Michele Soavi – miniserie TV (2013)
- Casa e bottega, regia di Luca Ribuoli – miniserie TV (2013)
- L'infiltrato - Operazione clinica degli orrori, regia di Cristiano Barbarossa e Giovanni Filippetto – film TV (2014)
- Solo per amore – serie TV (2015)
- Sfida al cielo - La narcotici 2 – serie TV (2015)
- Una pallottola nel cuore 2 – serie TV (2016)
- Nel nome del popolo italiano, regia di Gianfranco Giagni – docufilm, episodio Marco Biagi (2017)
- Baby – serie TV (2018-2020)
- Figli del destino, regia di Francesco Miccichè e Marco Spagnoli – docufilm (2019)
- La strada di casa  2 – serie TV (2019)
- Extravergine – serie TV (2019)
- La bambina che non voleva cantare, regia di Costanza Quatriglio – film TV (2021)
- Il paradiso delle signore – serial TV (2021-2023)

### Cortometraggi
- L'età del fuoco, regia di Mauro Calvone (2004)
- L'esame, regia di Andrea De Sica (2008)
- La solitudine del portiere, regia di Franco Masselli (2008)
- Selezione artificiale, regia di Fabio Fossati (2016)
- Il lato oscuro, regia di Vincenzo Alfieri (2016)

### Videoclip
- Prima che sia giorno – Raf (1995)
- Gocce di memoria – Giorgia (2003)

### Spot TV
- Amaro Averna (2003)
- Pacco celere 3 Poste Italiane, regia di Ferzan Özpetek (2003)

## Teatro
- Alcassino e Nicoletta, regia di Mauro Avogadro (1992-1993)
- Venezia salva, regia di Luca Ronconi (1993/94)
- I ciechi, regia di Mauro Avogadro (1993/94)
- Re Lear, regia di Luca Ronconi (1995)
- La fabula di Orfeo, regia di Marisa Fabbri (1995)
- Ruy Blas, regia di Luca Ronconi (1996)
- Quer pasticciaccio brutto de via Merulana, regia di Luca Ronconi (1996)
- Davila Roa, regia di Luca Ronconi (1997)
- Tieste & Bacchidi, regia di Ruggero Cappuccio (1998)
- I fratelli Karamazov, regia di Luca Ronconi (1998)
- Otello, regia di Ola Cavagna (1999)
- Ricorda con rabbia, regia di Walter Le Moli (1999)
- Attaccante nato, regia di Andrea Bruno Savelli (2015)
- Scusate se parliamo d'amore, regia di Alberto Di Matteo (2019)